# 交響曲第85番 (ハイドン)

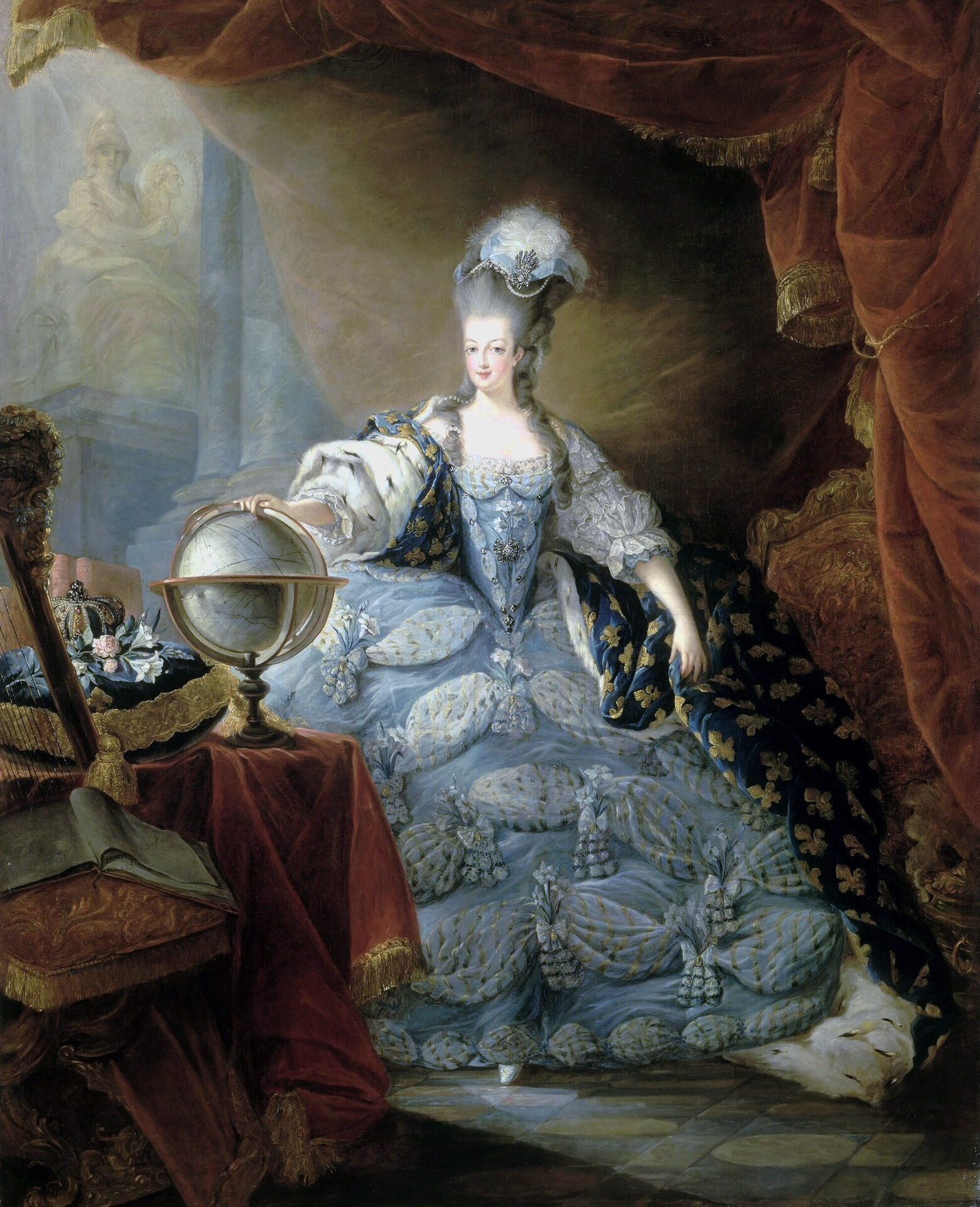
交響曲第85番の愛称の由来となったマリー・アントワネットの肖像画

交響曲第85番 変ロ長調 Hob. I:85 は、フランツ・ヨーゼフ・ハイドンが1785年頃に作曲した交響曲。全6曲からなる『パリ交響曲』の4曲目（作曲順では2番目）であり、『王妃』（仏: La Reine）の愛称で知られる。

## 愛称の由来
『王妃』という愛称はハイドン自身によるものではないが、アンボー社（Imbault）から出版された本作の初版の楽譜には既に「フランス王妃」（La Reine de France）と記されており、これは一説にフランス王妃マリー・アントワネットが、本作を含む一連の『パリ交響曲』の作曲をハイドンに依頼したオーケストラ団体「コンセール・ド・ラ・オランピック」（Le Concert de la Loge Olympique）を気に入っていたこと、そして『パリ交響曲』の中でも特に本作を気に入っていたといわれていることから、この愛称で呼ばれるようになったと考えられている。

## 楽器編成
フルート1、オーボエ2、ファゴット2、ホルン2、弦五部。

## 構成
全4楽章、演奏時間は約22分。
- 第1楽章 アダージョ - ヴィヴァーチェ
変ロ長調、2分の2拍子（アラ・ブレーヴェ） - 4分の3拍子、ソナタ形式。

2分の2拍子によるアダージョの序奏部と、4分の3拍子によるヴィヴァーチェの主部からなる。主部の途中では、第60番『うかつ者』の第1楽章と同様に第45番『告別』からの引用が見られるが、第60番と違い本作の引用が果たして意図的なものなのか、はたまた偶然の一致なのかは定かではない。

- 第2楽章 ロマンス：アレグレット
変ホ長調、2分の2拍子（アラ・ブレーヴェ）、変奏曲形式。

ガヴォットのリズムを持つ変奏曲で、カール・フェルディナント・ポール（英語版）によると、フランスに古くから伝わるロマンス『優しく若いリゼット』（La gentille et jeune Lisette）から主題を採っているという[6]。

- 第3楽章 メヌエット：アレグレット - トリオ
変ロ長調、4分の3拍子。

- 第4楽章 フィナーレ：プレスト
変ロ長調、4分の2拍子、ロンド形式とソナタ形式の混合。